# Beste koop
Beste koop (naar het Engelse Best Buy) is een veel gebruikte term uit vergelijkend warenonderzoek uitgevoerd door verbruikersorganisaties zoals Test-Aankoop in België en de Consumentenbond in Nederland.
Alle producten worden eerst gerangschikt op een kwaliteitsschaal van 0 (nul) tot 100. Daarna wordt de verhouding kwaliteit/prijs berekend. Het product dat de beste verhouding kwaliteit/prijs aanbiedt, wordt aangeduid als Beste koop. Het beste product is daarom niet noodzakelijk de Beste koop. Om te vermijden dat een slecht maar goedkoop product als Beste koop zou doorgaan, wordt een minimum-kwaliteitsniveau van 60 punten op 100 vereist om aanbevolen te worden als Beste koop.
Als illustratie kan een test van wasmachines gepubliceerd in Test Aankoop van maart 2010 vermeld worden. Het best gerangschikte merk was Miele dat een score van 68 punten op 100 behaalde. De titel van Beste koop werd evenwel toegekend aan Bosch en Siemens, beide met een kwaliteitsscore van net 60, maar met een gemiddelde prijs die slechts de helft bedroeg van die van Miele.